# 국가청
국가청(독일어: Reichsamt 라이히스암트[*])은 독일 제국에서 연방(=국가=라이히)급 중앙행정기관 이름으로 사용한 용어다.
국가청들은 국가당국(독일어: Reichsbehörden 라이히스베회르덴[*])이라고도 했으며, 국가(Reich) 전체 단위의 업무를 맡은 기관들이었다. 독일 제국은 가맹 제후국들에는 장관(Minister)들이 있었지만, 제국 중앙정부인 국가정부의 각료들 중에 장관급(Minister)은 국가수상 한 명밖에 없었고, 국가청의 담당 각료들은 차관(Staatssekretär 슈타트세크레테어[*])을 칭했다. 각 청차관들은 직제상 국가수상에게 딸렸다.
1871년 독일 제국 출범 당시에는 북독일 연방 시절부터 있었던 국가수상부와 외무청밖에 없었다. 1년 뒤 세 번째 국가청으로 해군 관련 업무를 총괄하는 황립제독부가 만들어졌다. 
독일 제국이 발전함에 따라 중앙집권이 강화되었고, 제국 중앙은 과중한 업무를 감당하기 힘들어졌다. 이에 국가수상 오토 폰 비스마르크 후작은 5개의 국가청을 순차적으로 신설한다.
- 국가철도청(1873년)
- 체신총감(1876년-1880년) → 국가체신청(1880년)
- 엘자스-로트링겐 국가수상청(1876년-1879년) → 엘자스-로트링겐부(1879년)
- 국가법무청(1877년)
- 국가대장청(1879년)
- 국가수상부 → 국가내무청(1879년 12월 24일)

빌헬름 2세 시기에 또 변화가 있었다. 1889년 황립제독부가 국가해군청으로 개편되고, 1907년 식민지 관련 업무가 외무청에서 신설된 국가식민청으로 이관된다. 제1차 세계대전 때는 1916년 설립된 국가식량청이 전쟁식량청으로 개칭했고, 내무국가청의 업무가 전쟁식량청으로 추가 이관되었다. 1917년 국가경제청이 신설되었고, 1918년 국가경제청에서 노동 관련 업무가 국가노동청으로 이관되었다. 
중앙집중화된 국방부 구실을 할 국가군무청(Reichsmilitäramt)은 존재한 적이 없다. 군사 업무는 프로이센, 바이에른, 작센, 뷔르템베르크 4왕국의 각 전쟁부들이 담당했다.
바이마르 공화국에서 국가청들은 국가부(Reichsministerium)들로 전환되고 국가청차관들도 국가장관(Reichsminister)으로 전환되었다.